# 姜子牙 (电影)
《姜子牙》是一部2020年中國3D動畫奇幻冒險片，由程腾和李炜共同執導，关皓天編劇。該片改編自明朝小说《封神演义》中的姜子牙（太公望）一角，故事主要描述在封神大战立下大功的姜子牙因一個過失而被貶至凡間，使失去一切的他開始踏上重新追尋自我的旅程。
《姜子牙》原定於2020年1月25日在中國春節檔（大年初一）上映，但受2019冠狀病毒病疫情影响撤档，後改为2020年10月1日以3D、IMAX 3D、中国巨幕3D、CINITY和4DX等形式上映。

## 劇情
动画电影《姜子牙》的故事发生封神大战之后。昆仑弟子姜子牙，率领众神战胜狐妖，推翻了残暴的商王朝，赢得封神大战的胜利，即将受封为众神之长。在巅峰时刻，他却因一时之过被贬下凡间，失去神力且被世人唾弃。为重回昆仑，姜子牙踏上旅途。在战后的废墟之上，他重新找到了自我，也发现了当年一切的真相。

## 角色
- 郑希 配音 姜子牙
- 杨凝 配音 小九/苏妲己
- 图特哈蒙 配音 申公豹
- 阎么么 配音 四不像
- 季冠霖、山新 配音 九尾/妖后
- 姜广涛 配音 师尊
- 李璐 配音 紂王
- 藤新 配音 楊戩

## 製作
《姜子牙》的製作計畫於2015年便開始籌備（註冊立案）。2017年11月，由霍尔果斯彩条屋影业對外宣布，該片與《哪吒之魔童降世》（2019年）和《凤凰》（已取消）共同作為中國動畫的「神话三部曲」。該片由程腾和李炜共同執導，王昕及李夏担任联合导演；其中王昕還身兼電影的艺术总监，他曾在暴雪娛樂的動畫部門工作過。

## 音樂
| 曲序 | 曲目                   |            | 作曲     | 主唱 |
| ---- | ---------------------- | ---------- | -------- | ---- |
| 1.   | 姜子牙（主题曲）       | 黄英华     | 郭德紫毅 | 张杰 |
| 2.   | 请笃信一个梦（片尾曲） | 沃特艾文儿 | 陈禹     | 周深 |

## 發行
《姜子牙》原定於2020年1月25日在中國大年初一春節檔上映，但於上映日前受2019冠狀病毒病疫情影响而撤档。
其首支前導預告片於《哪吒之魔童降世》片尾貼片釋出。正式預告片於2019年12月12日在網上釋出。根据CCTV-6发布的预告短片显示，电影姜子牙将于2月7日在北美上映，由Well Go USA进行北美发行。但之後因疫情而撤檔。2020年8月16日，中國大陆上映日改定為2020年10月1日的国庆檔，包含3D、IMAX 3D、中国巨幕3D、CINITY和4DX等版本。

## 反響

### 票房
《姜子牙》在中國首週預售達9000萬人民幣，為同檔期中最受歡迎的電影。該片与《我和我的家乡》等片同于10月1日上映，上映首日內，該片收穫3.42亿人民幣，這超越了《哪吒之魔童降世》创造的首日（1.44亿人民币）和单日（3.15亿人民币）的动画票房紀錄。上映日隔日累積已達6亿人民幣。

### 评价
相较于《姜子牙》在商業表現上取得的成功，本片收获了褒贬不一的评价，豆瓣7.0分，猫眼8.4分。

## 奖项
| 年份 | 颁奖典礼             | 奖项                             | 结果 |
| ---- | -------------------- | -------------------------------- | ---- |
| 2021 | 第30届华鼎奖         | 最佳新锐导演程腾、李炜《姜子牙》 | 提名 |
| 2023 | 第19屆中國電影華表獎 | 优秀故事片                       | 獲獎 |

## 外部連結
- 姜子牙的新浪微博
- 豆瓣电影上《姜子牙》的資料 （简体中文）
- 时光网上《姜子牙》的資料（简体中文）
- 互联网电影数据库（IMDb）上《姜子牙》的资料（英文）